# Minettia austriaca
Minettia austriaca är en tvåvingeart som beskrevs av Willi Hennig 1951. Minettia austriaca ingår i släktet Minettia och familjen lövflugor. Inga underarter finns listade i Catalogue of Life.